# Tom Danielson
Tom Danielson (East Lyme, Connecticut, 13 de març de 1978) és un ciclista estatunidenc, professional des del 2002.
Les seves principals victòries són la classificació final del Tour de Utah, del Tour de Langkawi i a la Volta al llac Qinghai. Va ser un dels onze excompanys de Lance Armstrong al US Postal que van testificar davant l'Agència Antidopatge dels Estats Units (USADA) en el cas contra el ciclista texà. Danielson va admetre haver-se dopat per millorar el rendiment, i així va ser suspès sis mesos a partir del de l'1 de setembre de 2012 i se li van anul·lar els resultats obtinguts des de l'1 de març de 2005 fins al 23 de setembre de 2006.
El juliol de 2015 va donar positiu en testosterona. A l'octubre del mateix any, l'USADA va confirmar el resultat.

## Palmarès
- 2002
  - 1r a la Volta al llac Qinghai i vencedor de 2 etapes
  - 1r a la Mt Washington Hill Climb
- 2003
  - 1r al Tour de Langkawi
  - 1r a la Mt Washington Hill Climb
  - 1r a la Pomona Valley Stage Race i vencedor d'una etapa
  - 1r a la Cascade Classic i vencedor d'una etapa
  - 1r al Tour de Toona
  - Vencedor d'una etapa de la Redlands Classic
  - Vencedor d'una etapa del Nature Valley Grand Prix
- 2004
  - 1r al Mount Evans Hill Climb

- 2007
  - 1r al Mount Evans Hill Climb
- 2009
  - Vencedor d'una etapa de la Volta a Burgos
- 2012
  - Vencedor d'una etapa al Tour del Colorado
- 2013
  - 1r al Tour de Utah
- 2014
  - 1r al Tour de Utah i vencedor d'una etapa
- 2015
  - Vencedor de la classificació de la muntanya a la Volta a Catalunya

### Resultats al Tour de França
- 2011. 9è de la classificació general
- 2012. Abandona (6a etapa)
- 2013. 60è de la classificació general

### Resultats a la Volta a Espanya
- 2005. 7è de la classificació general
- 2006. 6è de la classificació general. Vencedor d'una etapa
- 2007. Abandona (1a etapa)
- 2009. Abandona (18a etapa)
- 2010. 9è de la classificació general

### Resultats al Giro d'Itàlia
- 2005. Abandona (9a etapa)
- 2006. Abandona
- 2009. 78è de la classificació general
- 2013. 49è de la classificació general
- 2015. Abandona (15a etapa)